# Антропометрія
Антропоме́трія (від грец. ανθρωπος — «людина», μετρεω — «міряю») — один з основних методів антропологічного дослідження, який полягає у вимірюванні тіла людини та його частин з метою встановлення вікових, статевих, расових та інших особливостей фізичної будови. Антропометрія — розділ науки на стику антропології, прикладної математики, геометрії, медицини.
У залежності від об'єкта дослідження розрізняють соматометрію (власне антропометрія), тобто вимірювання живої людини, краніометрію — вимірювання черепа, остеометрію — вимірювання кісток скелета. До антропометрії належить також антропоскопія — якісна (описова) характеристика форм частин тіла, форми голови, рис обличчя, пігментації шкіри, волосся, райдужної оболонки очей тощо.

## Потреба
Потреба в антропометричних дослідженнях зумовлюється великою мінливістю розмірів тіла людини. Межі коливання розмірів людей однієї групи, як правило, заходять за межі коливань розмірів людей іншої групи. Це так звана трансгресивна мінливість, яка зумовлює необхідність кількісних визначень. Результати антропометричних вимірювань порівнюються за спеціально розробленими правилами, що ґрунтуються на принципах варіаційної статистики.

## Техніки
Для антропологічних досліджень користуються спеціальними інструментами: товстотним, ковзним і координатним циркулями, мандибулометром, металевим складаним антропометром Мартіна, спеціальними остеологічними дошками.

## Прикладне значення
Зібрані в процесі антропометричного обстеження дані піддають варіаційно-статистичній обробці і оформляють у вигляді таблиць, графіків і схем.
Антропометричні методи мають велике значення в прикладній антропології; до широкого впровадження ідентифікації за відбитками пальців антропометрія використовувалась в криміналістиці для ідентифікації людей (так званий «Бетрильонаж»).
Масовість антропометричних досліджень дозволяє оцінювати і порівнювати мінливість ознак різних расових, вікових, професійних, статевих груп на основі вимірів великого числа індивідуумів.
На антропометричних матеріалах засновані також стандартизація предметів масового виробництва (одяг, взуття) і раціональний пристрій робочих місць.

## Історія антропометрії
Виникнення антропометрії як наукової методики сягає 19 ст і пов'язане з ім'ям французького антрополога П. Брока. Значний внесок у її подальший розвиток внесли іноземні (Р.Мартін і ін.) і радянські антропологи (В.Бунак, А.Ярхо і ін.). Розрізняють ознаки: вимірні і описові. Перші визначаються за допомогою антропологічних інструментів (антропометр, ковзаючі циркулі, стрічки і ін.). Вимірювання проводяться між антропометричними точками, що строго локалізуються, які представляють порівняно легко доступні для спостереження елементи зовнішньої будови тіла. Виділяють тотальні (довжина тіла, маса, обхват грудей) і приватні (ширина стопи, довжина кисті і т. д.) розміри тіла. Визначення описових ознак (форми частин тіла, частин лиця, пігментації шкіри, волосся і очей, форми волосся тощо) проводяться за допомогою шкал, муляжів, схем, побудованих на основі точних розмежувальних критеріїв. Наприклад, шкала кольору очей В.Бунака враховує 12 варіантів забарвлення радужіни, шкала забарвлення волосся Фішера — Заллера — 40 відтінків. У антропометрії широко застосовують методи антропологічної фотографії. Для неї характерна тенденція до заміни описових ознак точнішими вимірними і впровадженню сучасних методів аналізу (рентген, ультразвук, мічені сполуки). Вибір антропометричної методики, точок і ознак диктується завданнями конкретного антропологічного дослідження. У расознавстві і етнічній антропології вимірюють голову, обличчя, череп, довжину тіла, користуються шкалами кольору очей, шкіри, волосся та іншими для виділення расових типів. У морфології людини і особливо у вченні про фізичний розвиток враховуються маса, довжина тіла (зростання) тощо. На їх основі побудовані шкали, що дозволяють визначати міру фізичного розвитку в окремих індивідуумів і різних груп населення.

## Антропометричний метод дослідження
Цим методом можна вимірювати тотальні і парціальні розміри тіла. До тотальних належать ріст, вагу тіла, обвід та екскурсія грудної клітки. Парціальні розміри — це розміри окремих частин тіла, наприклад, довжина плеча чи кисті, обвід стегна, тощо.
Розміри тіла поділяють також на поздовжні, поперечні та обводи. До поздовжніх належить довжина тіла стоячи, сидячи, довжина голови та шиї, тулуба, верхньої та нижньої кінцівок і їх частин.
Поперечні розміри тіла — це діаметри грудної клітки, акроміальний, тазовогребеневий.

## Антропометричні точки
При антропометричних вимірюваннях як орієнтири використовують основні антропометричні точки, які визначають за виступами кісток, хрящів, а також за постійними складками шкіри.

### Антропометричні точки голови
1. Верхівкова (vertex) — найвища точка тім'яної кістки за прямого положення голови
2. Назіон (nasion) — точка перетину носо-лобного шва з медіально-сагітальною площиною
3. Козелкова (tragion) — точка над верхнім краєм козелка вуха, лежить на перетині двох дотичних, проведених до верхнього і переднього краю козелка
4. Глабела (glabella) — найбільш виступаюча вперед точка між бровами в медіально-сагітальній площині
5. Офріон (ophryon) — точка, що лежить на перетині медіально-сагітальної площини голови з дотичної до найбільш високих точок брів
6. Трихіон (trichion) — точка на лобі, що лежить на перетині медіальної площини з межею волосся голови
7. Тім'яна (euryon) — найбільш виступаюча назовні точка бокової частини голови; між тім'яними точками вимірюється ширина голови
8. Підборідна (gnathion) — найнижча точка підборіддя в медіально-сагітальній площині
9. Вилична (zygion) — найбільш виступаюча назовні точка виличної дуги. Між виличними точками вимірюють ширину вилиць.
10. Нижньощелепна (gonion) — найбільш виступаюча назовні точка на куті нижньої щелепи

### Антропометричні точки тулуба
1. Шийна (cervicale) — точка на вершині остистого відростка сьомого шийного хребця
2. Верхньогрудинна (suprasternale) — найглибша точка яремної вирізки груднини
3. Середньогрудинна (mesosternale) — при основі мечоподібного відростка груднини
4. Соскова (thelion) — точка в центрі соска, визначається зазвичай тільки в чоловіків і дітей
5. Пупкова (omphalion) — точка центру пупка
6. Лобкова (symphysion) — найвища точка лобкового симфізу
7. Вертлюгова (trochanlerion) — найвища, найбільш виступаюча назовні точка великого вертлюга

### Антропометричні точки кінцівок
1. Акроміальна або плечова (akromion) — найбільш виступаюча вбік точка акроміального відростка лопатки
2. Променева (radiale) — найвища точка головки променевої кістки
3. Шилоподібна (stylion) — найнижча точка на шилоподібному відростку променевої кістки
4. Пальцева (daktylion) — найнижча точка на м'якоті дистальної фаланги 3-го пальця кисті
5. Фалангова (phalangion) — верхня точка основи основної фаланги третього пальця з тильної поверхні
6. Клубова передня (iliospinale anterius) — найбільш виступаюча вперед точка верхньої передньої осі клубової кістки
7. Верхньогомілкова внутрішня (tibiale) — найвища точка медіального виростка великогомілкової кістки
8. Нижньогомілкова (sphyrion) — найнижча точка медіальної кістки
9. П'яткова (pterion) — найбільш виступаюча назад точка п'яткової кістки
10. Кінцева (akropodion) — найбільш виступаюча вперед точка на м'якоті дистальної фаланги 1-го або 2-го пальця стопи.
11. Плеснова внутрішня (metatarsale tibiale) — найбільш виступаюча убік точка внутрішнього краю стопи (у ділянці головки першої плеснової кістки)
12. Плеснова зовнішня (metatarsale fibulare) — точка на зовнішньому краю стопи (у ділянці головки п'ятої плеснової кістки).

## Вимірювання поздовжніх розмірів тіла
1. Вимірювання висоти розміщення над опорою антропометричних точок антропометром.
2. Розрахунок поздовжніх розмірів тіла шляхом поступового віднімання висоти різних точок.

Подовжні розміри тіла включають: довжину тіла (ріст) (вимірюється від висоти верхівкової точки над площею опори); довжину тулуба (визначається різницею висот верхньогрудинної і лобкової точок); довжину верхньої кінцівки (визначають з урахуванням різниці висот акроміальної та пальцевої точок); довжину плеча — різниця висот плечової і променевої точок (визначається як проєкційна відстань між акроміальною та променевою точками); довжина передпліччя (різниця висот променевої та шилоподібної точок); довжину кисті (різниця висот шилоподібної та пальцевої точок); довжину нижньої кінцівки (обчисляють як напівсуму висот передньої клубово-остистої і лобкової точок); довжину стегна (довжина нижньої кінцівки за відрахуванням висоти верхньогомілкової точки); довжину гомілки (обчисляють як різницю висот верхньогомілкової та нижньогомілкової точок); довжину стопи (відстань між п'ятковою і кінцевою точками); ширину стопи (відстань між плюсневими точками); ширину кисті (відстань по прямій лінії між голівками 2-ї та 5-ї п'ясткових кісток).

## Вимірювання діаметрів частин тіла
Вимірювання діаметрів тіла проводиться великим циркулем. За його допомогою вимірюються: акроміальний діаметр (ширина плечей) — відстань між правою і лівою акроміальними точками; вертикальний діаметр — відстань між найбільш виступаючими точками великих вертелів стегнових кісток.
Так звані обхватні розміри тіла людини вимірюються сантиметровою стрічкою, площина якої розташовується паралельно площині тіла, а її нульова поділка знаходиться попереду випробуваного. Вимірюються обхват голови, грудей, талії, таза (через сідниці), стегна, гомілки, плеча, передпліччя.
Одним із найважливіших показників, що характеризують фізичний розвиток, вважають площу поверхні тіла. Серед множини методів її визначення найпопулярніші аналітичні методи, що передбачають використання формул Boyd і Jssakson.
Для осіб, у яких сума ваги і довжини тіла більша 160 одиниць, формула Jssakson може мати такий вигляд:
S=(100 + W + (h — 160)) : 100 = (м2). (1)
Для низькорослих людей із сумою ваги й довжини тіла менше 160 одиниць може бути використана формула Boyd:
S = 3,207 x H 0,3 x W 0,7285 — 0,0188logW, (2)
де S — площа тіла в см2, Н — довжина тіла в см, W — вага тіла в кг. 
На думку багатьох дослідників, площу поверхні тіла як ознаку фізичного розвитку доцільно розглядати не в абсолютних значеннях, а у відносних, у співвідношенні з вагою тіла (при цьому визначається розмір ваги, що припадає на одиницю поверхні). У фізично слабких осіб на одиницю площі поверхні тіла припадає менше ваги, ніж у фізично сильних.
У 1964 Л. К. Щекочихіна на підставі ретельного аналізу парних і множинних кореляцій тотальних розмірів тіла з площами поверхонь сегментів тіла, розрахованих на великих вибірках чоловіків і жінок, установила залежність площі поверхні окремих частин тіла від довжини й ваги тіла одночасно. Виявлена залежність дозволила їй розрахувати рівняння множинної регресії для визначення площ поверхонь окремих частин тіла за двома тотальними розмірами тіла, а також розробити номограми. Рівняння мають такий вигляд:
1) поверхня голови із шиєю — S.
S = 0,050 x L + 0,074 x P + 3,41  0,71m; (3)
S = 0,042 x L + 0,083 x P + 3,01  0,71ж.
2) поверхня тулуба — S2.
S2 = 0,215 x L + 0,270 x P + 8,25  1,49m;(4)
S2 = 0,142 x L + 0,266 x P + 3,94  1,49ж.
3) поверхня однієї руки — S3.
S3 = 0,046 x L + 0,190 x P + 2,56  0,89m; (5)
S3 = 0,068 x L + 0,161 x P + 0,62  0,82ж.
4) поверхня однієї ноги — S4.
S4 = 0,156 x L + 0,276 x P — 9,53  1,2m; (6)
S4 = 0,231 x L + 0,238 x P — 17,32  1,3ж.
де L — довжина тіла (см), Р — вага тіла (кг).
Поряд із цими рівняннями Л. К. Щекочихіна виводить у своїй роботі середні розміри площ поверхонь частин тіла.